# 鶏卵紙

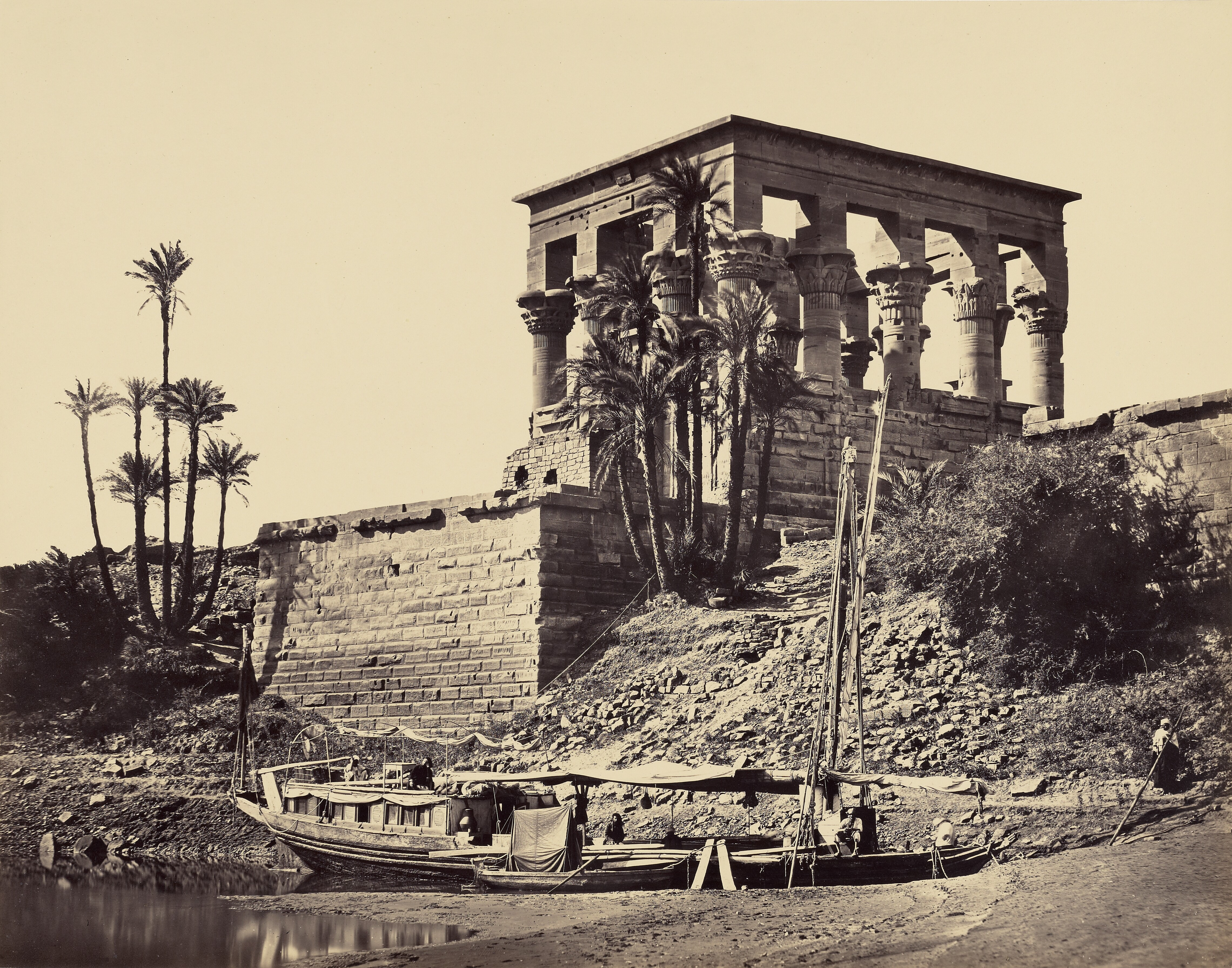
鶏卵紙にプリントされた写真の例

鶏卵紙（けいらんし、英: albumen print）は、写真のプリント技法のひとつ。

## 概要
名前は、材料に卵の卵白を用いることに由来する。1850年、フランスのルイ・デジレ・ブランカール・エブラールが発明した。それまでの印画紙に比べてコントラストを強く表現することが可能になったため、19世紀後半には盛んに利用されたが、プリントする毎に印画紙を作成しなければならない手間が掛かることもあり、保存性の効く乳剤を利用した印画紙が登場すると衰退した。しかしながら、セピア色の独特の発色や、個人レベルで行える写真技術という点から、制作が試みられることがある。特に欧米の写真家を中心に、古典的な写真技法を用いる写真表現「オルタナティブ・プロセス」のひとつとして制作されている。

## 鶏卵紙写真の例
明治期の日本で、アドルフォ・ファルサーリといった写真家によって作られた「横浜写真」が知られる。これらの写真は職人によって彩色が施されており、当時の日本を訪れる外国人の間で土産物として流行した。異国情緒を強調する演出が加えられた写真が多いものの、当時の風俗を現代に伝える貴重な資料となっている。

## 主な材料の例
例としては以下のようなものが挙げられる。
- ケント紙
- 卵白
- 塩化ナトリウム
- 硝酸銀
- チオ硫酸ナトリウム
- 蒸留水

## 書籍
- 荒井宏子『手作り写真の手引き』写真工業出版社